# Epimecis subroraria
Epimecis subroraria là một loài bướm đêm trong họ Geometridae.